# Belgique aux Jeux paralympiques
 (juin 2022).
Si vous disposez d'ouvrages ou d'articles de référence ou si vous connaissez des sites web de qualité traitant du thème abordé ici, merci de compléter l'article en donnant les références utiles à sa vérifiabilité et en les liant à la section « Notes et références ».
La Belgique a participé pour la première fois aux Jeux paralympiques aux Jeux paralympiques d'été de 1960 à Rome. Il participe depuis cette date à tous les Jeux paralympiques d'été.

## Bilan général
Les sportifs belges ont gagné un total de 286 médailles paralympiques dont 96 en or, 95 en argent et 95 en bronze, ce qui place le pays à la 27e place du décompte des médailles des Jeux paralympiques. 284 des médailles belges ont été remportés aux Jeux d'été (96 en or, 95 en argent et 93 en bronze).

### Par année
| Année | Médaille d'or, Jeux paralympiques | Médaille d'argent, Jeux paralympiques | Médaille de bronze, Jeux paralympiques | Total | Rang |
| 1960  | 1                                 | 1                                     | 1                                      | 3     | 14e  |
| 1964  | 1                                 | 0                                     | 2                                      | 3     | 14e  |
| 1968  | 0                                 | 3                                     | 3                                      | 6     | 20e  |
| 1972  | 1                                 | 1                                     | 2                                      | 4     | 23e  |
| 1976  | 7                                 | 7                                     | 8                                      | 22    | 17e  |
| 1980  | 13                                | 12                                    | 17                                     | 42    | 13e  |
| 1984  | 22                                | 21                                    | 14                                     | 57    | 12e  |
| 1988  | 15                                | 18                                    | 8                                      | 41    | 17e  |
| 1992  | 5                                 | 5                                     | 7                                      | 17    | 21e  |
| 1996  | 8                                 | 10                                    | 7                                      | 25    | 22e  |
| 2000  | 1                                 | 4                                     | 4                                      | 9     | 42e  |
| 2004  | 3                                 | 2                                     | 2                                      | 7     | 36e  |
| 2008  | 0                                 | 0                                     | 1                                      | 1     | 69e  |
| 2012  | 3                                 | 1                                     | 3                                      | 7     | 36e  |
| 2016  | 5                                 | 3                                     | 3                                      | 11    | 25e  |
| 2020  | 4                                 | 3                                     | 8                                      | 15    | 31e  |
| 2024  | 7                                 | 4                                     | 3                                      | 14    | 20e  |
| Total | 96                                | 95                                    | 93                                     | 284   | 24e  |

| Année | Médaille d'or, Jeux paralympiques | Médaille d'argent, Jeux paralympiques | Médaille de bronze, Jeux paralympiques | Total | Rang |
| 1976  | 0                                 | 0                                     | 0                                      | 0     |      |
| 1980  | 0                                 | 0                                     | 0                                      | 0     |      |
| 1984  | 0                                 | 0                                     | 0                                      | 0     |      |
| 1988  | 0                                 | 0                                     | 0                                      | 0     |      |
| 1992  | 0                                 | 0                                     | 0                                      | 0     |      |
| 1994  | 0                                 | 0                                     | 1                                      | 1     | 21e  |
| 1998  | 0                                 | 0                                     | 0                                      | 0     |      |
| 2002  | 0                                 | 0                                     | 0                                      | 0     |      |
| 2006  | 0                                 | 0                                     | 0                                      | 0     |      |
| 2010  | 0                                 | 0                                     | 0                                      | 0     |      |
| 2014  | 0                                 | 0                                     | 0                                      | 0     |      |
| 2018  | 0                                 | 0                                     | 1                                      | 1     | 25e  |
| 2022  | 0                                 | 0                                     | 0                                      | 0     |      |
| Total | 0                                 | 0                                     | 2                                      | 2     | 28e  |

#### Graphiques des médailles
Évolution du nombre de médailles d'or, d'argent et de bronze aux jeux paralympiques d'été de 1960 à 2020
Pour des raisons techniques, il est temporairement impossible d'afficher le graphique qui aurait dû être présenté ici.